# Ica Matache
Nastasia Matache, mai cunoscută ca Ica Matache, (n. 15 mai 1934,  Galați) este o actriță română.

## Biografie
Copilăria și adolescența și le petrece la Mangalia, acolo unde se stabilește familia ei la sfârșitul războiului. În 1952 a absolvit Școala tehnică de administrație economică din Mangalia. Deși se angajează pe un  post de statistician la CENTROCOOP-Brăila, decide totuși să-și realizeze unul dintre visurile din copilărie, și anume, acela de a deveni actriță. În perioada 1952-1953 urmează cursurile secției de teatru, profesor Ștefan Iordănescu, de la Casa Populară de Artă din Brăila. În 1953 este admisă la Institutul de Artă Cinematografică din București (clasa Marcel Anghelescu). În 1957 a absolvit Institutul de Artă Teatrală și Cinematografică „Ion Luca Caragiale” din București (ultimii doi ani învață cu Marietta Sadova și Dina Cocea) și debutează pe scena Studioului Casandra cu rolul Bătrâna din piesa Copacii mor în picioare, în regia Mariettei Sadova. În 1974 debutează în cinematografie cu rolul mama din filmul Filip cel bun, în regia lui Dan Pița. Este colegă de generație cu Leopoldina Bălănuță, Geta Angheluța, Ioana Bulcă, Florin Piersic, Lucia Mara, Dumitru Furdui, Cosma Brașoveanu, Gheorghe Popovici Poenaru, Liviu Crăciun, Radu Voicescu și Anatolie Spânu.

## Filmografie
- B.D. la munte și la mare (1971)
- Filip cel bun (1975) - mama lui Filip
- Orașul văzut de sus (1975)
- Concert din muzică de Bach (film TV, 1975)
- Singurătatea florilor (1976) - soția lui Grigore Pascu
- Trei zile și trei nopți (1976)
- Tufă de Veneția (1977)
- Urgia (1978)
- Clipa (1979)
- Un om în loden (1979) - menajera
- Mireasa din tren (1980) - mama lui Filimon
- Promisiuni (1985)
- Punct... și de la capăt (1987)
- Umbrele soarelui (1988)
- Frumoșii nebuni ai marilor orașe (film TV, 1997)
- Trei surori (regia Cornel Todea, 1994)
- Balanța (1992)
- Valentin și Valentina (1977)
- Drumul spre Everest (1976)
- Ziariștii (1972) - Dorina
- Viața ce ți-am dat (1971)
- Răpirea preafrumoaselor sabine (1970)

## Premii
- Premiul de interpretare la Concursul tinerilor actori (1960) pentru rolul unei tinere actrițe în piesa O singură viață